# Red Bull Ghana
Red Bull Ghana foi uma equipe de futebol na cidade de Sogakope, na Gana, no continente Africano, ligado à multinacional austríaca de bebidas energéticas Red Bull. A equipe foi fundada em 2008 e foi extinto em 2014.

## História
O Red Bull Ghana surgiu em 2008 primeiramente como uma academia de futebol. Iniciou suas atividades profissionais em 2010 disputando a Division One League, equivalente à Série B de Gana. Em 16 de dezembro de 2011, participou pela primeira vez da Ghanaian FA Cup, na temporada 2011-2012. Em partida contra o[Okwawu United, da primeira divisão, empatou em 1x1, tendo, porém, sido derrotado na disputa de penaltis por 3x1. Em agosto de 2014 a equipe foi encerrada, e o clube foi fundido ao West African Football Academy SC, a academia do Feyenoord Rotterdam em Gana.

## Campanhas de destaque
- Division One League: fase de grupos - 2010-2011
- Ghanaian FA Cup: 1ª fase - 2011-2012

## Técnicos
- Daniel Heidemann: 2008–2010
- Henrik Pedersen: 2010–2011
- Eelco Schattorie: 2011–12
- Sipke Hulshoff: 2012–14

## Equipes irmãs
O Red Bull Ghana tem cinco "equipes-irmãs": o Red Bull Salzburg, da Áustria; o Red Bull New York, dos EUA; o Red Bull Bragantino e o Red Bull Brasil, ambos do Brasil; e o RB Leipzig, da Alemanha.